# Historia Żydów w Szczecinie
Historia Żydów w Szczecinie – liczy około 200 lat i wiąże się z ponownym osiedlaniem się ludności żydowskiej w mieście. Były w niej długie okresy religijnej tolerancji i pomyślnej koniunktury dla szczecińskiej wspólnoty żydowskiej, ale również niemal całkowita eksterminacja podczas holocaustu.

## Początki osadnictwa
Pierwsi Żydzi w Szczecinie pojawili się już 1261 roku, kiedy to oficjalnie potwierdzono pozwolenie na osiedlanie się ludności mojżeszowej w mieście. Jednak w tym samym roku Żydzi zostali wygnani z miasta. W okresie tym nie zdążono powołać gminy żydowskiej ani wybudować synagogi i cmentarza.
W 1812 roku w mieście zaczęli ponownie osiedlać się Żydzi i od tego okresu rozpoczyna się świetność lokalnej gminy żydowskiej. W 1816 roku powołano Towarzystwo Żydowskie, które spełniało zadania gminy żydowskiej. Liczyło ono w początkowej fazie istnienia 18 członków. W tym okresie powstał również, mały, zajmujący mniej niż 200 metrów kwadratowych cmentarz żydowski.

## Rozwój gminy żydowskiej

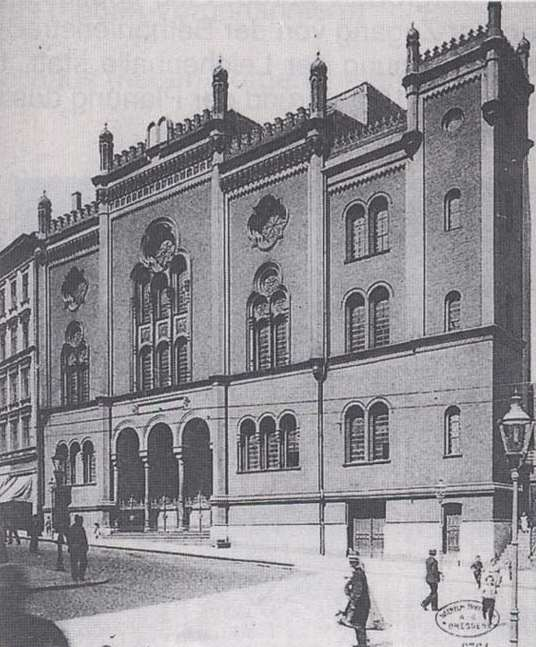
Nowa Synagoga w Szczecinie

W 1822 roku powołano bractwo pogrzebowe Chewra Kadisza, której zadaniem było sprawowanie opieki nad cmentarzem oraz dokonywania pochówków zgodnie z tradycją judaistyczną. Wkrótce również dokupiono dodatkowe 720 metrów kwadratowych terenu cmentarza i wybudowano nowe ogrodzenie.
W latach 1834–1835, przy ówczesnej Grüne Schanze Strasse, na obrzeżach Starego Miasta zbudowano pierwszą drewnianą synagogę. W 1854 roku z inicjatywy gminy żydowskiej wzniesiono dom sierot oraz znacznie rozbudowano synagogę, według projektu mistrza ciesielskiego Hämmerlinga. 25 stycznia 1873 roku w synagodze odbyło się ostatnie nabożeństwo.
W 1873 roku na jej miejscu rozpoczęto budowę nowej, eklektyczno-mauretańskiej synagogi, którą ukończono w 1875 roku. Projektantem był szczeciński architekt Krühl. W kolejnych latach synagoga przechodziła liczne renowacje oraz modernizacje, m.in. dodano organy, elektryczne oświetlenie i centralne ogrzewanie. 
W międzyczasie do Szczecina przeniesiono siedzibę Związku Gmin Żydowskich Pomorza. W 1885 roku mieszkało tu 923 Żydów, co stanowiło 0,9% ludności miasta. W 1889 roku wybudowano przytułek dla starców, a w 1899 roku na cmentarzu żydowskim, monumentalny dom przedpogrzebowy.
W przededniu I wojny światowej znacznie powiększono obszar cmentarza, zaś w okresie międzywojennym znacznie go pomniejszono, ze względu na rozbudowę dzisiejszej ulicy Leszczyńskiego. W 1927 roku w mieście mieszkało 6300 Żydów.
Po dojściu do władzy narodowych socjalistów, zaczęła się powolna emigracja ludności żydowskiej ze Szczecina. W związku z tym ich liczba zmalała w 1933 roku do 2701 osób. Najtragiczniejszym momentem w historii żydostwa była noc kryształowa, podczas której spalono synagogę, dom przedpogrzebowy, zdewastowano cmentarz, domy, sklepy oraz domy towarowe. W 1939 roku rozebrano ruiny domu przedpogrzebowego, a w 1941 roku wysadzono w powietrze zgliszcza synagogi, które następnie usunięto.

## Po II wojnie światowej

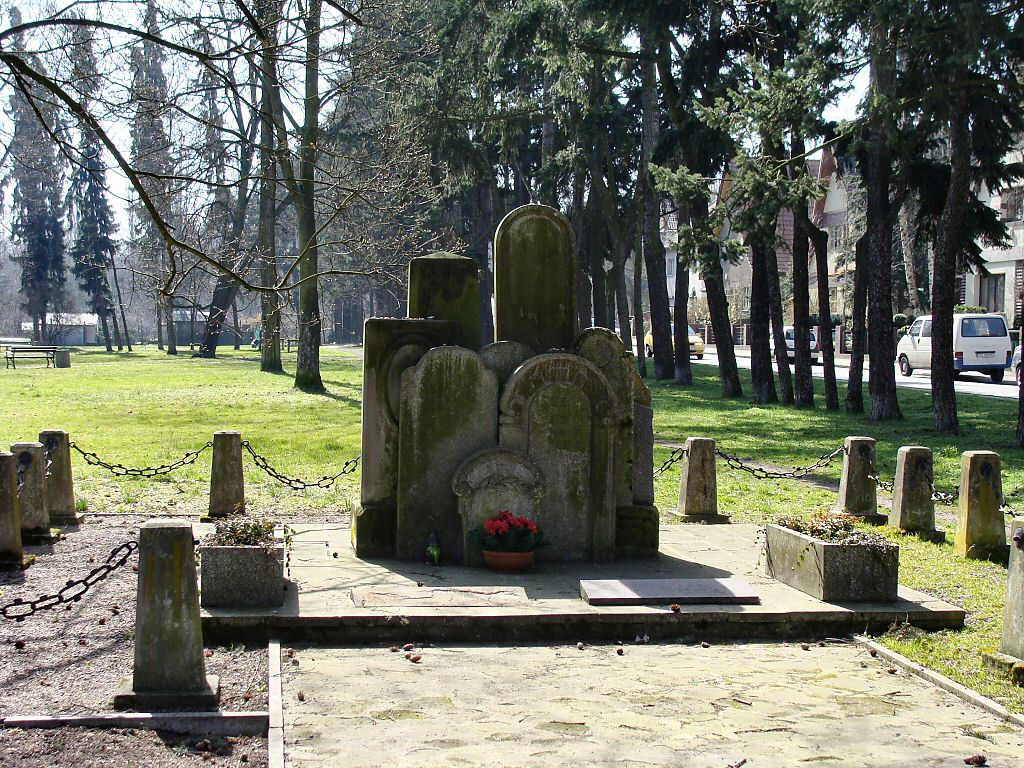
Macewy w lapidarium na terenie dawnego cmentarza żydowskiego przy ul. Soplicy

Po zakończeniu II wojny światowej do Szczecina zaczęła napływać liczna ludność żydowska, głównie repatrianci ze Związku Radzieckiego. Osiedlali się oni głównie rejonie Dworca Niebuszewo, na Pogodnie i w Śródmieściu. Wówczas założono gminę żydowską oraz synagogę przy ulicy Niemcewicza. W 1946 roku odzyskano cmentarz i ponownie otwarto do celów pochówkowych.
W latach 50. nastąpiła znaczna emigracja członków gminy głównie do Europy Zachodniej, Izraela oraz USA. W latach 60. XX wieku na polecenie ówczesnych władz komunistycznych zamknięto cmentarz i zaczęto powoli zmniejszać jego teren, na którym utworzono park miejski. W 1962 roku na cmentarzu odbył się ostatni pogrzeb. Władze w zamian za kirkut, oddały Żydom kwaterę na Cmentarzu Centralnym, która służy im do dziś.
W 1982 roku dokonano ekshumacji szczątków ze zlikwidowanego cmentarza żydowskiego i przeniesienia ich na Cmentarz Centralny. W 1988 roku na terenie parku utworzono lapidarium z ocalałych macew, z treścią: „Tu znajdował się cmentarz żydowski od 1821 do 1962 r”.
Obecnie w Szczecinie mieszka tylko kilkudziesięciu Żydów, istnieje Gmina Wyznaniowa Żydowska w siedzibie której znajduje się synagoga, koszerna kuchnia, wydającą dziennie 30 obiadów. W Szczecinie działa również Towarzystwo Społeczno-Kulturalne Żydów.